# StarCraft
StarCraft je realtimová strategická počítačová hra, žánrově se řadí mezi military science fiction. Byla vyvinuta společností Blizzard Entertainment. Jedná se o první hru ze stejnojmenné série a od svého vydání 31. března 1998 se zařadila mezi jedny z nejprodavánějších her na osobní počítače v historii. Kromě verze pro Windows vyšly i upravené verze pro systém Mac OS v březnu 1999 a herní konzoli Nintendo 64, na jejímž vydání 13. června 2000 se podílela společnost Mass Media Inc. Kromě upravené a rozšířené dějové linie v podobě tří knižních románů se StarCraft dočkal rozšíření StarCraft: Brood War a v roce 2010 i pokračování – StarCraft II: Wings of Liberty.
Příběh StarCraftu je zasazen na přelom 25. a 26. století a hlavní dějová linka se odvíjí kolem konfliktu tří velkých civilizací o vládu nad vzdálenou částí Mléčné dráhy. Jsou jimi Terrani, lidé vyhoštění ze Země, Zergové, obří členovci s cílem dosáhnout genetické dokonalosti, a Protossové, humanoidní vysoce pokročilá mimozemská civilizace s psionickými schopnostmi a přísnou životní filozofií.
Hra byla oceňovaná za průkopnictví v užití jedinečných frakcí, za které mohl hráč hrát, a podmanivý příběh. Mnoho novinářů zaměřených na herní průmysl označili StarCraft za jednu z nejlepších a nejdůležitějších her všech dob a oceňovali jej za nastavení vyšší příčky při vývoji real-time strategických her. Hraní StarCraftu ve více hráčích je populární zejména v Jižní Koreji, kde se profesionální hráči a týmy účastní zápasů, získávají sponzory a soutěží v televizí vysílaných turnajích.

## Popis hry
Hra se soustřeďuje na získání kontroly nad zdroji, které jsou nutné k budování bojových jednotek a staveb. Jsou dva druhy zdrojů: nerosty (nutné pro skoro všechny jednotky) a plyn vespene (požadovaný pro pokročilé jednotky a vylepšení). Nerosty jsou modré krystalické formace rostoucí ze země, které těží dělníci (SCV za Terrany, Trubec (Drone) za Zergy, Sonda (Probe) za Protossy), zatímco plyn vespene se objevuje jako gejzír se zelenými obláčky, nad který musí být vybudována patřičná budova (rafinerie pro Terrany, extraktor pro Zergy, asimilátor pro Protossy), z níž dělníci mohou plyn těžit.
Hráči mohou mít jen omezené množství jednotek (s výjimkou zergských vladařů (Overlord), kteří jsou vlastně létající stavbou pro zásobování a podporu). Každá jednotka má určité požadavky na zásobování, jež souvisejí se sílou jednotky a hráči musí udržovat dost podpůrných jednotek (skladiště (Supply Depot) u Terranů, pylony u Protossů a vladaři (Overlord) u Zergů).
Hráči budují řadu dalších staveb, které poskytují specializované vylepšení k poražení protihráčů. Vedení prostředků, expanze k surovinovým zdrojům a efektivní použití útoku a obranných taktik jsou klíče k vítězství. Různé typy jednotek definují každé ze tří stran její identitu. Protossové staví silné, ale drahé válečníky a stroje, zatímco Zergové spoléhají na naprosté přečíslení a rychlost. Terrané jsou všestranná a flexibilní alternativa k oběma rasám, poskytující kompromis mezi specializací a sdruženou armádou, s minimem mimořádně silných jednotek schopných likvidovat vše kolem sebe mrknutím oka. Každá ze tří stran i každá jednotka má své silné a slabé stránky, může lehce zabít, ale může být i lehce zabita. A každá z nich, i ta nejslabší, má svoje místo na bitevním poli. A právě skutečnost, že žádná bojující strana nemá stejné, ba ani podobné jednotky, umožňuje velikou flexibilitu bojových operací a získala StarCraftu ohromnou popularitu.

### Vznik
Starcraft je velmi podobný jiné populární hře Blizzardu, Warcraft II. Vývojáři se snažili odlišit hru tak, aby nebyla známá jako “Warcraft ve vesmíru”, a nakonec přepsali celý herní engine i koncepci jednotlivých stran, aby každá byla skutečně jiná a jedinečná, čímž se vývoj protáhl na několik let. Hra byla zpočátku vytvořena pro platformy Apple a PC, později došlo ke konverzi pro Nintendo 64.
Verze pro Nintedo vyšla v roce 2000 ve spolupráci společností Blizzard Entertainment a Mass Media Interactive Entertainment. Obsahuje všechny mise z původní PC verze i datadisku a navíc přidává několik exkluzivních misí, jako jsou dvě odlišné výukové kampaně a tajná misi Resurrection IV. Brood War vyžadovaly ke svému chodu rozšíření paměti Nintenda 64. Ovládání bylo přizpůsobeno pro gamepad, navíc hra nabízela kooperativní mód pomocí split screenu. Na druhou stranu používala nižší rozlišení, nedisponovala možností online hraní a namluvené brífinky a video sekvence byly zkráceny.
Ke hře je implicitně přiložen StarCraft Campaign Editor (známý také jako StarEd). Systém ovládacích událostí, editoru jednotek a terénu umožňuje uživatelům radikálním způsobem změnit způsob hry a vytvářet vlastní mapy, scénáře a kampaně. StarCraft komunita také vytvořila další editory, které mohou ovlivnit design hry ještě mnohem zásadněji.

### Multiplayer
Hra také zahrnuje multiplayerovou hru na vlastní internetové hráčské službě Battle.net firmy Blizzard. Hráč může on-line hrát proti oponentům, stačí když si zakoupí originální hru se sériovým číslem a být připojený k internetu (min. 56,6 kb/s[zdroj?]). Mnoho fanoušků hraje ve skupinách proti počítači, zatímco zkušenější hráči nehrají proti jednoduchému AI, ale vyhledávají sobě rovné soupeře v různých ligách a turnajích.
Battle.net je sít serverů, na které se denně připojují hráči z celého světa, aby spolu nebo proti sobě změřily síly s ostatními. Battle.net je rozdělen na 4 celky podle světadílů:
- Evropa
- Asie
- Severní Amerika
- Jižní Amerika

Pro každý stát je v Battle.net rezervován herní kanál podle mezinárodní zkratky (např. pro Českou republiku je to CZE-1, pro Dánsko DNK-1).
Hráči se sdružují do týmů, které se nazývají Klany. Tito hráči se pak účastní různých soutěží a lig a turnajů jak on-line přes internet, tak off-line v rámci různých LAN turnajů (tzv. LAN Party). Mezi nejznámější soutěže v Evropě patří „WGTour“, „BWCL Premier League“ a již zaniklá „PGTour“. Díky velkému rozmachu on-line počítačových her se konají soutěže, které jsou obdobné jako Mistrovství Evropy nebo Mistrovství světa (WCG – World Cyber Games)..

### Strany konfliktu
Ve hře jsou dostupné celkem tři civilizace, jež se liší vzhledem, původem a typem bojových jednotek, staveb a rozdílnou taktikou boje.

#### Terran
Terrani jsou potomci lidí ze Země, kteří byli tyranskou globální vládou na počátku 23. století za trest (namísto obvyklého trestu smrti) ve velkém počtu vysláni kolonizovat vzdálenou planetu v jedné ze sousedních slunečních soustav. Chybou hlavního navigačního počítače minuly desetitisíce pasažérů v kryogenní stázi ve čtyřech obřích vesmírných lodích cíl a po 27 letech (v roce 2259) vydal kvůli vyčerpání paliv hlavní počítač pokyn přistát na třech nejbližších obyvatelných planetách, velmi velmi daleko od Země, až na druhé straně galaxie. Trosečníci ze tří lodí (jedna při přistání havarovala a nikdo nepřežil) se postupně začali na světech Tarsonis, Moria a Umoja nerušeně bez zásahů ze Země rozvíjet ve vysoce technologicky vyspělou společnost a do dvou set let jich byly miliardy, kterým vládly tři dominantní vlády: Konfederace, Koncern Kel-Morian a Umojský protektorát, které brzy vyhlásily programy kolonizací mnoha obyvatelných světů v okolních soustavách tohoto sektoru vesmíru, jenž nazvali Koprulu.
Ovšem díky lidské povaze zakusili i mnoho občanských válek a horkých meziplanetárních válek. Nejhorší byl případ Korhalu, sousedícího ve stejné soustavě s Tarsonis, metropolí Konfederace. Zde se zformoval odboj proti konfederační nadvládě, který vedl vědec jménem Angus Mengsk, jenž Konfederaci z Korhalu v roce 2480 úspěšně vyhnal. Na jiné frontě v tzv. "Válce cechů" ale padl Koncern Kel-Morian, kam Konfederace nasadila nový typ vojáků z neurologického programu resocializace pachatelů závažné kriminality (v podstatě jim vymazávali paměť). Vláda Konfederace po své prohře na Korhalu rozhodla zabránit hrozícím dalším vzpourám jejích kolonií, tak v roce 2491 vystřelila z Tarsonisu na Korhal ohromné množství jaderných hlavic, kterými její obyvatelstvo téměř kompletně vyhladila. Anguse Mengska už dříve zabili vládní vojáci útvaru (masových zabijáků) Ghost, kteří měli na rozdíl od běžných lidí psionické schopnosti.
Konfederace touto genocidou, jež proměnila Korhal v pustou radioaktivní poušť, nic nevyřešila a do odboje se začali k přeživším Korhalanům přidávat nespokojení obyvatelé dalších soustav. Pokračování odboje nějakou dobu Konfederaci vyhovovalo, protože umožnila utužení režimu, navíc docházelo jen k menším bojůvkám na okrajových soustavách. Vše se změnilo, když se do čela odboje, přejmenovaného na Syny Korhalu, postavil Angusův syn Arcturus Mengsk, jenž byl dosud spíše stranou. Pod jeho velením dostala organizace zase řád a stala se pro Konfederaci vážnou hrozbou. Vypukla nová válka, do níž se v témže roce 2491 připletli Zergové, kteří se ve formě zárodků padajících atmosférou na povrch země náhle vynořili z hlubin vesmíru. Konfederace se rozhodla je studovat, i jejich vliv na psioniku člověka a nijak proti nim nezasahovala. Jedním z testovacích subjektů byla mladá vojákyně z útvaru Ghost Sarah Kerriganová, kterou Mengsk vysvobodil ze zajetí laboratoře a udělal z ní svého pobočníka (přestože byla v týmu vykonavatelů vraždy jeho otce).
Jelikož Konfederace v bojích se Syny Korhalu prohrávala, začala do regulérní armády násilím verbovat a neurologicky resocializovat kromě kriminálníků i kolonisty z odlehlých světů. V roce 2499 tato válka přerostla do největšího konfliktu v historii Koprulu sektoru, když se z temných hlubin vesmíru vynořilo ještě strašlivější nebezpečí, jež zcela sterilizovalo zemi Chau Sara, která byla infikovaná zergskou nákazou.

#### Protoss
Protossové tvoří vyspělou mimozemskou civilizaci, nejstarší ze všech hratelných stran ve StarCraftu. Jejich vývoj byl na rozdíl od lidí uměle řízen starodávnou civilizací známou jako Xel'naga. Xel'nagové usilovali o stvoření dokonalé životní formy, protože končil jeden velký cyklus jejich existence. Vybrali si svět Aiur, který už před dávnými věky terraformovali, neboť se tam vyvinula primitivní kmenová kultura, jež si říkala Protoss, ale ukrývala v sobě potenciál dokonalé genetické čistoty. Xel'nagové z oběžné dráhy uměle urychlili evoluci Protossů a jakmile byla požadovaná čistota jejich genetického kódu k vyvinutí se schopnosti řízení celé společnosti telepaticky dosažena, rozhodli se Xel'nagové Protossům poprvé ukázat a přistáli ve svých lodích na povrch Aiuru. Protossové začali Xel'nagy uctívat jako bohy, mnoho se od nich naučili a vybudovali vlastní vyspělou civilizaci s koloniemi na mnoha okolních světech.
Avšak odhalení Xel'nagů rozdělilo dosud jednotnou filozofii protossů (vnucenou telepaticky Xel'nagy) na znepřátelené frakce, jež se začaly soustřeďovat na technologický rozvoj, aby předčily nepřátelské kmeny. Následkem konfliktů přestala protosská telepatická psionická komunikace fungovat a Protossové zdivočeli. Snad začali útočit i na Xel'nagy, kteří Aiur raději opustili a zanechali Protossy svému osudu jako nezdařený experiment. Všichni Protossové se ze svých kolonií stáhli na Aiur, kde vypukla série staletých občanských válek kmenů "Aeon of Strive", jež vždy vedly k devastaci Aiuru, pohromě, zkáze, úpadku a ztrátě identity. Po obnově kmenů a technologií vždy válka vypukala nanovo. Tento cyklus ničil Protossy celé věky, dokud se neobjevil válečník jménem Savassan, který se pustil do studia (oficiálně pod záminkou hledání nových zbraní), protože jako jediný necítil nenávist k ostatním. Studoval artefakty po Xel'nazích a poprvé v životě se setkal s písmem, tedy s jinou formou komunikace. Pro Protossy bylo nečitelné, protože neobsahovalo živou duši, ani nebylo nijak spjato s psionikou, avšak věřil, že význam znaků pečlivým porovnáváním rozluští.
Se svým studentem potají vyřezal na kus kůže všechny znaky, které našel, a oba opustili kmen. Objevili jeskyni s khaydarinskými krystaly, jejichž dotykem znovuobjevil podstatu protosské psioniky, což bylo pro oba dva jako osvícení. Vrátili se i s krystaly ke kmeni, ale ostatní Protossové jen nařídili využít jejich moc na nové zbraně. Savassan však brzy objevil metodu, jak pomocí oněch krystalů ovládnout svou psioniku bezdotykově. To mu pomohlo také konečně rozluštit písmo Xel'nagů, jež ho dovedlo do další ztracené jeskyně. V jejím nitru nalezl se svým učedníkem krom dalších khaydarinských krystalů zvláštní zařízení z obřího krystalu, k němuž byla připoutána těla mnoha mrtvých Protossů. Savassan se k zařízení připoutal také, ale ztratil vědomí, tak ho jeho učeň rychle odpojil. Díky této zkušenosti však odhalil metodu, jak Protossy vyléčit z věčného válčení, neboť zjistil, že podstatou nefungování psionické komunikace Protossů není jen nenávist k ostatním, ale hlavně nenávist vůči sobě samému, jež byla spuštěna láskou a nenávistí ke Xel'nagům. Provedl pokusy na svých soukmenovcích a po úspěšné léčbě jejich psionické komunikace se vydal jako poutník pod jménem Khas k ostatním kmenům a učil je, čímž položil základy k filozofii Khala, jež ukončila Aeon of Strife.
Skončení válek vedlo k reorganizaci společnosti a zániku starých kmenů. Objevila se nová kastovní společnost soudců, templářů a khalajců s příslušností k některému z nově zformovaných kmenů. Z Protossů se znovu stala prosperující vyspělá civilizace, řízená konkláve soudců, nyní usilující o mír a stabilitu v celém známém vesmíru. Učení Khaly a zvláště totální kontrola soudců nad společností nebyly každému po chuti a někteří se od Khaly úmyslně odtrhli a začali vyznávat vlastní filozofii. Kolem roku 1500 (pozemského letopočtu) konkláve nařídila tyto kacíře ze strachu, že by se o nich dověděla běžná populace a že by znovu vypukla Aeon of Strife, najít. Soudci nařídili exekutorovi Adunovi, aby vyslechnul zajatou nezletilou kacířku jménem Raszagal. Ta mu vysvětlila motiv. Konkláve však znala všechny úkryty těchto kacířů, takže Adunovi nařídila je jednoho po druhém popravit, ve jménu míru. Adun rozkaz odmítnul splnit a přivedl před konkláve Raszagal v poutech, aby je přiměl vysvětlit důvod popravy. Konkláve však nařídila vykonat její popravu okamžitě, tedy zabít Protossa jiným Protossem, což se od konce Aeon of Strive nestalo, tedy opět odmítl.
Nicméně rozkaz vyhledat dle velmi dlouhého seznamu ostatní kacíře splnil. Ti se odstřižením od Khaly dokázali před populací ukrýt, nikoliv však před Adunem a konkláve. Čím víc jich vyslechl, tím víc ho znepokojovalo, co se dovídal. Nikdo z nich neusiloval o zabíjení ostatních Protossů, jak tvrdila konkláve, takže je odmítl popravovat navzdory tlaku nadřízených. Pouze zosnoval "popravu" Raszagal, která při přenosu "exekuce" hrubými nadávkami inzultovala konkláve, aby si nikdo z nich nevšiml, že ji Adun nezabil, jen zranil. Podobně postupoval u ostatních a doufal, že si konkláve své kroky rozmyslí. "Popravené" kacíře zatím schovával před ostatními Protossy a ti si díky Adunovi vyvinuli schopnost rychlého zneviditelnění, aby je konkláve už znovu neobjevila, ani Adun, jenž se obával prozrazení.
Jednoho dne jeden ukrytý kacíř vyzkoušel novou psionickou schopnost, která zabila jeho kamaráda a způsobila rozsáhlý požár džungle na mnoha místech Aiuru. Ostatní kacíři zpanikařili a bez vedení Khaly se jim moc začala vymykat z rukou. Konkláve nařídila incidenty vyšetřit a nakonec nalezla několik čerstvých mrtvol před lety "popravených" kacířů. Soudci byli v šoku nejen z toho, že nebyli popraveni, ale také z nesplnění rozkazů Adunem, takže nařídili znovu všechny pochytat. Aduna ale potrestat nemohli, protože by museli veřejnosti přiznat existenci kacířů. Nyní by však museli jejich existenci přiznat i v případě, že by jen některému z nich zkřivili vlas. Proto se dospělo k rozhodnutí a kompromisu: vypovězení všech kacířů z Aiuru i z Protossy ovládaného známého vesmíru. Adun je tedy tajně nalodil na opuštěnou, ale funkční xel'nažskou loď. Dozorující soudce Kortanul se je však z nenávisti pokusil přesto vyhladit, čemuž Adun dokázal zabránil. Aby je ochránil před dalšími útoky soudců, vytvořil z energií Khaly a temné energie kacířů (prázdnoty - "Void") , kterou se naučil používat, modravý dým okolo lodi, v jehož záblesku se sám rozplynul.
Loď tedy v pořádku odletěla pryč z protosského vesmíru. Přesto se začaly šířit mezi běžnými obyvateli zvěsti o těchto temných templářích jako o legendách. Konkláve pak Adunovu smrt vyhodnotila jako oběť v zájmu zachování existence Protossů, když zabránil hrozivému masakru a v konečném důsledků další možné Aeon of Strife. Navíc se věřilo, že ho smrt spojením khalajské a temné energie posunula do vyšší sféry bytí, odkud se může kdykoliv vrátit. Khalajci ho proto začali uctívat pozdravem "En Taro Adun" (na počest Aduna) a temní templáři "Adun Toridas" (Adun tě ochraňuj).
Po několika staletích dorazili na hranici protosských světů lidé ze Země, kteří se označovali za Terrany. Protossové je potichu studovali jako civilizaci drancující přírodní zdroje. Avšak v roce 2491 dorazilo ještě jedno plemeno neznámých vetřelců zvaných Zergové, kteří začali napadat Terrany. Po odebrání vzorku Protossové v roce 2499 zjistili, že komunikují též psionicky jako oni sami, a rozluštili stopu jejich cíle: zničit Protossy. Konkláve tedy nařídila exekutorovi Tassadarovi provést očištění zamořených terranských světů.

#### Zerg
Zergové jsou xenomorfní bytosti, na první pohled primitivní přerostlý hmyz, který našli Xel'nagové při svém putování vesmírem na vulkanickém světě Zerus. Těmto stvořením ovšem dali esenci čistoty podobně jako Protossům, které zavrhli jako nezdařený experiment, ale jiného typu. Viděli, že spolu se Zergy ještě mohou být Protossové užiteční. Začali tedy Zergy upravovat tak, aby byli schopní jako paraziti infikovat ostatní živé formy a brát si z jejich genetické výbavy to nejlepší, zatímco geneticky slabé jedince a druhy bez milosti likvidovat. Takto si měli udržet věčnou existenci. Ale Zergové se brzy naučili absorbované druhy dále geneticky upravovat tak, že jim narostly obří krunýře schopné ochránit je i před radiací, a bodáky schopné probít se i nejtvrdšími materiály. Původní Zergové i asimilované druhy se změnily k nepoznání, což šokovalo i Xel'nagy samotné.
Navíc se v primitivních hmyzích zvířatech začaly objevovat známky větší organizace a inteligence, což vedlo i k vývoji ega, což vedlo zase k rozdělení a málem k neúspěchu jako u Protossů. Vznikly dva druhy Zergů: neinteligentní roj (Swarm) a inteligentní samotáři (Primal Zerg). Aby Xel'nagové zabránili opakování scénáře z Aiuru, dali roji kolektivní vědomí na bázi psionické síly, prostřednictvím kterého monitorovali další vývoj. Toto kolektivní vědomí narostlo do napůl inteligentní entity zvané Nadvědomí (Zerg Overmind), usilující o lepší organizaci evoluce. Za pár generací se už Nadvědomí samo vyvinulo v samostatnou svébytnou osobnost, jež si začala pomáhat v ovládání roje neinteligentních Zergů pomocí cerebratů. Tedy rozdělilo roj na několik menších částí, zvaných "broods" se specifickými úkoly. Zergy samotáře začalo Nadvědomí postupně díky vzrůstající psionické síle začleňovat do roje také, ale někteří odolali, neboť jejich vlastní mysl a psionika byly dostatečné, aby si uchovali svobodnou vůli a názor, že je roj zkažený. Věřilo se, že je Nadvědomí nakonec vyhladilo.
Zergský roj se brzy dostal na hranu možností, jaké nabízela biodiverzita Zerusu. Nadvědomí začalo do okolního vesmíru vysílat pulzy psionické síly, která na Zerus přilákala živočišné druhy schopné létat vesmírem, které Zergové asimilovali a díky nimž konečně vyspěli tak, že byli schopni přežít ve vesmíru, což bylo pro Xel'nagy znamením, že jsou jejich experimenty na Zerusu úspěšné. Nadvědomí záhy odhalilo jejich přítomnost na oběžné dráze a svému roji přikázalo zaútočit na jejich mateřské lodě. Krátce před tím však bylo přerušeno psionické spojení s jeho stvořiteli a pány, čímž Xel'nagové nemohli nadále roj monitorovat, a vypukla mohutná bitva, během níž Zergové své vlastní stvořitele přečíslili a zlikvidovali. Zbyly po nich jen některé lodě, které se Nadvědomí pokusilo do sebe absorbovat, včetně její posádky i khaydarinských krystalů, čímž se samo rozrostlo co do rozměrů i intelektu a vzdělání. Nadvědomí se od teď díky xel'nažským znalostem dokázalo zabývat genetikou na vědecké úrovni, aniž by se obávalo ztráty kontroly nad Zergy.
Zergové tak brzy vyvinuli biologickou variantu hyperpohonu, ale hlavně se Nadvědomí dozvědělo o dalších inteligentních druzích v galaxii, které Xel'nagové studovali, a hlavně o Protossech, které chtěli nakonec do roje absorbovat. Ovšem z biologicky upravených xel'nažských počítačů se dovědělo jen přibližnou polohu Aiuru, takže muselo jejich svět hledat. Jenže se stalo, že Nadvědomí náhle ztratilo svobodnou vůli, což si samo uvědomilo, včetně toho, že někdo využil situace i vývoje Zergů k tomu, aby od začátku sabotoval xel'nažskou snahu o stvoření dokonalých bytostí. Tato neznámá bytost Zergy zotročila a Nadvědomí vědělo, že je nakonec všechny zničí, až zničí Protossy, ale nebylo schopno kvůli své vlastní genetice nic udělat, stejně jako řadoví Zergové včetně cerebratů nebyli schopni neuposlechnout rozkazům Nadvědomí. Zotročené Nadvědomí s úplně celým rojem dostalo příkaz opustit Zerus a najít Aiur. Avšak cesta byla dlouhá a snad trvala tisíce let. Jakmile Zergové dorazili na hranici sektoru Koprulu, narazili na bytosti, s nimiž se dosud nesetkali: zdánlivě slabé Terrany, ovšem se schopnostmi psioniky a intelektu, jaké Nadvědomí dosud nikdy nevidělo. Začalo vysílat z hlavního roje zárodky na terranské okrajové kolonie, aby je studovalo...

## Příběh ve hře

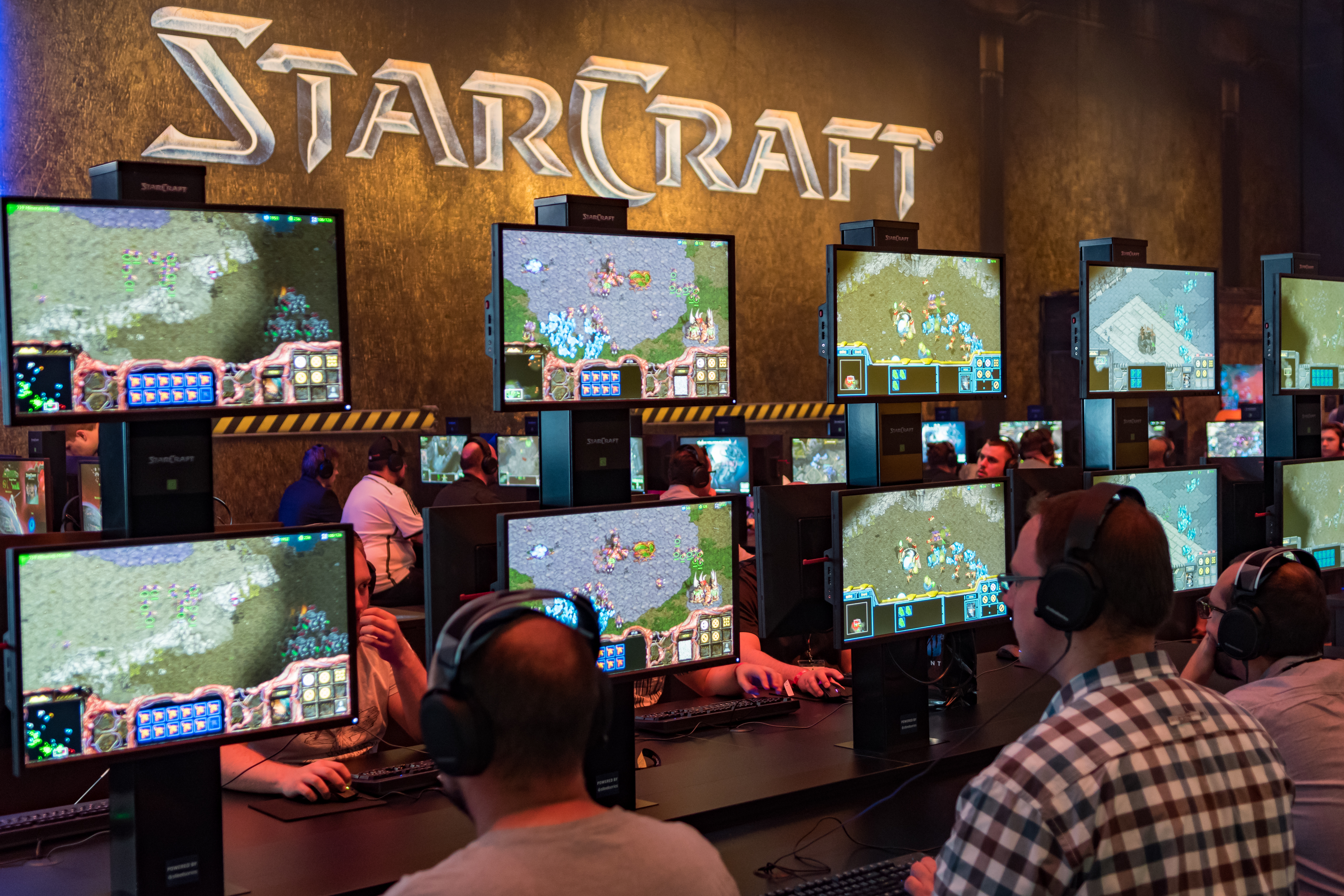
Na Gamescomu 2017.

V roce 2499 Konfedrace vyvinula na základě studia Zergů zvláštní přístroje - Psi Emitéry, schopné dálkového vysílání telepatických vln ghostů, aby přilákala více Zergů. Zvolili odlehlou planetu Chau Sara, kde na ně nachystala pasti, aby je pak použila jako zbraň proti Synům Korhalu, kterou následně konfederační vojáci zlikvidují jako životy ohrožující nestvůry, aby je pak tisk vyzdvihl v propagandě jako hrdiny. Avšak plán selhal: v listopadu dorazili Zergové v tak ohromném množství, že zcela zamořili půdu Chau Sary povlakem, v němž zapustili ze zárodků nové shluky roje (Hive Clusters), jež sloužily jako základna pro invazi do dalších částí Terranského sektoru Koprulu, kam začali Zergové ihned šířit další zárodky. Konfedrace vyslala na Chau Saru armádu, jež Zergy vytlačila z metropole Los Andares, ale Zergy nezkrotila. Navíc o měsíc později dorazila na Chau Saru protosská koprulská expediční jednotka pod vedením exekutora Tassadara, jenž bez varování orbitálně vybombardoval veškerý povrch světa, zamořeného Zergy. Nadvědomí celou akci sledovalo zpovzdálí a vědělo, že je téměř na místě svého cíle.

### Kampaň za Terrany
Konfederace na události na Chau Saře uvalila přísné informační embargo (podobně jako o existenci Zergů), neboť se lidstvo poprvé setkalo s mimozemšťany, ale ti jak se objevili, hned vyhladili veškerý život světa. Přesto se nepodařilo zabránit zvěstím o krvelačných mimozemšťanech a mnozí lidé se začali chystat na válku. Konfederační generál Edmont Duke se vrátil do soustavy Sara, aby se s nimi střetl, se Zergy i těmito Protossy. Tassadar pochyboval, zda vyhladit celý svět byl správný krok a obdivoval Terrany, že byli i přes zjevnou nevyspělost odhodláni provést protiútok. Mar Sara, sousedící s Chau Sarou, byl už také nakažen zergskými zárodky, takže se Tassadar stáhl mimo dosah terranských senzorů a hledal jiné možnosti, jak splnit rozkaz konkláve, aniž by provedl na lidech genocidu nebo zničil jejich armádu.
Terrani však na Mar Saře neuspěli a už v prosinci 2499 zbývalo čím dál méně kolonistů. Konfederaci došlo, že tito Protossové nepřišli zničit je, ale Zergy, takže se její elita rozhodla tuto teorii potvrdit nebo vyvrátit rozkazem ke stažení z celé soustavy Sara. Generál Duke proto nařídil nově jmenovanému konfederačnímu magistrovi Mar Sary (hráči) přesunout do 48 hodin vojáky i civilisty na místo provedení evakuace, ale Konfederace se více starala o záchranu majetku než o civilisty, kteří byli ponecháváni napospas nekontrolovatelně přemnoženým Zergům. Proto se lidé navzdory cenzuře, jež připustila existenci Protossů, kteří se měli "zbaběle stáhnout před Konfederací," dověděli o mimozemšťanech a také o tom, co se stalo na Chau Saře, tedy že Mar Saru stihne stejný osud.
Do záležitostí Mar Sary se připletli i Synové Korhalu, díky čemuž vypukly bojůvky s Konfederací. Při jedné z bitev se tým konfederačních vojáků dostal do obklíčení Zergy, kteří se zmocnili stanice Backwater, a konfederační maršál Jim Raynor nabídl magistrovi pomoc s jejich vysvobozením navzdory Dukově zákazu do akce zasahovat. Raynor ale přesto šel a s dalšími vojáky zjistil, že celá stanice byla infikována Zergy a celý velín byl prorostlý povlakem ze zergských zárodků. Raynor nařídil její zničení, ale byl pak generálem Dukem zatčen za zničení majetku Konfederace. Tímto vývojem událostí byl magistr rozezlen a uvědomil si, že se Konfederace až na výjimky jako Raynor snaží vyhýbat střetům se Zergy, proto na radu svého robotího asistenta vyhledal pomoc Synů Korhalu. Ti prozradili, že Konfederace nařídila úplnou evakuaci planety, tedy že i oni odejdou, avšak Konfederace zcela prokazatelně selhávala při evakuaci, proto se už i běžný lid obrátil na Syny Korhalu, když Arcturus Mengsk nařídil bránit hlavní město Mar Sary před hlavním nájezdem Zergů, dokud nepřistanou nákladní lodě pro civilisty. Po splnění mise chtěl po Raynorovi, jehož vysvobodili z vězení, aby se i se svým týmem infiltroval do konfederační základny Jacobs Installation, aby ukradli důležitá data. Zde Raynor narazil na Zergy, které Konfederace studovala už léta, byl překvapen tímto zjištěním, pochopitelně nemile. Každopádně s většinou civilistů evakuovanou opustili Synové Korhalu, kam se oficiálně přidali Raynor i magistr, Mar Saru. O 13 hodin později se do lidmi opuštěné soustavy Sara vrátili Protossové pod velením Tassadara a vyhladili veškerý povrch Mar Sary, který už obývali jen Zergové.
Synové Korhalu se přesunuli na měsíc Antiga Prime, kam byla již s předstihem vyslána Sarah Kerriganová kvůli přípravě povstání proti Konfederaci, čemuž dopomohla zabitím konfederačním vojáků včetně velitele. Na Antize už byli také Zergové, kteří při invazi sestřelili Norada II, vlajkovou loď Konfederace, s generálem Dukem na palubě, jež havarovala přímo do oblasti zamořené Zergy. Arcturus Mengsk vycítil příležitost, jak získat mocného spojence, tak nařídil Raynorovi generála zachránit. Díky tomu se k Synům Korhalu přidala celá Dukova konfederační jednotka Alfa, jež pak prolomila planetární blokádu hlavního konfederačního světa Tarsonis, ale Mengsk si prozatím své skutečné záměry nechával jen pro sebe.
Na povrchu Tarsonisu pak Kerriganová s Raynorem zničili mnohé zbrojní továrny a jednotky generála Duka s sebou přivezly Psi-Emitéry. Rozhořela se tam ohromná bitva na frontě i přímo v ulicích konfederačních měst. Po umístění Psi-Emitérů na místa je Mengsk na dálku aktivoval a nařídil všem stáhnout se zpět na plošinu nad planetou. Odtud sledovali, jak Tarsonis ze všech stran napadají mračna Zergů. Překvapené zbytky armády Konfederace nebyly schopny udělat nic. Situaci celou dobu monitoroval Tassadar a rozhodl se zakročit...dříve než Mengsk předpokládal. Mengsk svým spolubojovníkům tvrdil, že se bojí, aby vůdcové Konfederace neuprchli. Nařídil proto Kerriganové ochraňovat před Protossy úl zergského roje, jenž vyrostl u města New Gettysburg. Kerriganová i přes svoje a Raynorovy protesty nakonec šla, ale ocitla se i se svou jednotkou v křížové palbě od Zergů, Protossů i Konfederatů. Kerriganová sice dokázala Protossy přimět ke stažení z Tarsonisu, ale její jednotku poté náhle přepadla mračna Zergů. Kerriganová žádala opakovaně o evakuaci, ale Mengsk ji tam nechal, což dost naštvalo Jima Raynora.
Ten se ji pak navzdory rozkazu vydal na Tarsonis hledat, jenže našel jen pár přeživších civilistů a po Kerriganové se slehla zem. Tarsonis byl nadále Zergy pleněn a pak zuřivě bráněn před dalším nájezdem Protossů. Zničení Tarsonisu znamenalo pád Konfederace i zničení stávající mocenské struktury v sektoru Koprulu. Obyvatelstvo se hromadně přidalo na stranu Synů Korhalu a evakuovalo se na Ursu. Arcturus Mengsk zatím oznámil Raynorovi, Dukovi i magistrovi, že je "semeno nového impéria konečně zaseto", ale Raynor s magistrem ho poslali k čertu a po jeho slovech, že se "nenechá zastavit ani Zergy, Konfederaty nebo Protossy a bude vládnout sektoru nebo ho spálí na popel", opustili Syny Korhalu. Spolu s velkým množstvím věrných vojáků zformovali vlastní armádu "Raynorovi jezdci", prolomili Mengskovu blokádu a ukradli spoustu obřích bitevníků, včetně Mengskovy vlajkové lodi Hyperion.
Mengsk vyhlásil novou říši: Terranské Dominium, jež bude ochraňovat lidmi obývané světy před mimozemšťany, a nechal se korunovat císařem. Měl masivní podporu a prakticky sjednotil celý Koprulu sektor. Ale za jakou cenu...

### Kampaň za Zergy
Mezitím Zergové na Tarsonisu usilovně ochraňovali svůj "poklad". Byl jím kokon "chrysalis" nového velmi mocného Zerga, kvůli jehož ochraně Nadvědomí stvořilo nového cerebrata (hráče) a nový zergský rod (brood). Zergové se i s kokonem po zničení veškerého odporu na Tarsonisu a prolomení protosské blokády přesunuli na vulkanický svět Char, jenž byl podle Nadvědomí ideální, aby tam kokon nerušeně dorostl. Jenže kokon vysílal silné psionické pulsy, které zachytil Mengsk a vyslal na Char generála Duka, aby identifikoval jeho zdroj a vyhnal odtamtud Zergy. Krátce poté na Char dorazili i Raynorovi jezdci, kteří na povrchu úspěšně lokalizovali zdroj psionických vln. Než se k němu probojovali, stihlo se to, co rostlo uvnitř, vylíhnout. Byla to Sarah Kerriganová, nyní zergská infikovaná Terranka, s mnoha tykadly místo vlasů a smrtonosnými zádovými čepelemi, podle nichž si sama začala říkat Královna čepelí (Queen of Blades). Cerebrat pak na její příkaz umožnil Raynorovi, šokovanému že Kerriganová žije a ještě více z toho, co se z ní stalo, odejít z Charu.
Poté se Kerriganová pustila do vyčištění vědecké stanice Amerigo, jež se potulovala nad Charem, odkud se dověděla více informací o někdejším programu Ghostů, což ji umožnilo zvýšit si svoji sílu a moc. Mezitím se na Charu objevili Tassadarovi Protossové, kteří také přišli hledat zdroj psionických vln, když byla ještě v kokonu a jež náhle přestaly vysílat, jakmile se vylíhla. Ostatní cerebrati, v čele se Zaszem, sice Kerriganovou respektovali jako nového agenta Nadvědomí, ale byli znepokojeni z toho, že se vzpouzela jejich kolektivnímu vědomí, a sám Zasz ji obvinil z toho, že se stane jejich zkázou. Mezitím Tassadar nalezl nad Charem Raynorovu družinu a uzavřel s ním spojenectví. Spolu se vrátili se na povrch Charu, neboť se tam děly nezvyklé věci.
Po téměř tisíci letech se vynořili ze stínů bájní temní templáři, vyhnanci z Aiuru, kterým velel Zeratul a kteří sem pravděpodobně také přilákala přítomnost Kerriganové. Zeratulovi se povedlo prosmýknout se zergským úlem Garmského rodu až k cerebratu Zaszovi, kterého zabil. Tato událost uvrhla Zergy do stavu paniky, jednak proto, že bez cerebrata celý rod Garm zdivočel a útočil i na ostatní Zergy, a jednak proto, že Nadvědomí ztratilo na čas vědomí, což umožnilo Zergům, a hlavně Kerriganové, být na chvíli uvolněni ze sevření jeho vůle. Přesto se museli Zergové soustředit hlavně na likvidaci roje Garm, jenž byl momentálně hrozbou. Kerriganovou šokovalo, že Nadvědomí není schopné Zasze znovu reinkarnovat, a jiný cerebrat ji vysvětlil, že tito protosští temní templáři využívají jako zbraně temnou energii, jež dovede zcela přerušit psionické spojení mezi cerebratem a Nadvědomím.
Nadvědomí se brzy opět vzpamatovalo a sdělilo cerebratovi, že Zeratul sice způsobil roji velké škody, ale při doteku jeho čepele o Zasze došlo ke krátkému spojení jejich myslí a vyčetlo z Protosse přesnou polohu Aiuru, který dosud neúspěšně hledalo. Okamžitě nařídilo zahájit invazi, zatímco Kerriganovou nechalo na Charu, kde ji nechal lovit temné templáře a ničit Tassadarovy Protossy, aby už nezpůsobili Zergům více škod.
Zatím se Zergové rychle v mračnech vynořili z hyperprostoru na Aiuru a porazili nepřipravenou Aiurskou stráž. Na povrchu našli a získali khaydarinský krystal, který pak posloužil v závěrečné bitvě, při níž zdecimovali část protosské armády i mnohá protosská města. Na místě pradávného chrámu Xel'nagů se pak za pomocí tohoto krystalu Nadvědomí zapustilo přímo na povrch Aiuru.

### Kampaň za Protosse
Následkem zergské invaze se civilizace Protossů ocitla ve stavu naprostého chaosu. Obnovit pořádek se snažil soudce z Konkláve Aldaris spolu s preatorem Fénixem a nově jmenovaným mladým exekutorem Artanisem (hráčem). Aldaris oběma vysvětlil vážnost situace a také její příčinu: bývalý exekutor Tassadar nesplnil úkoly vyhlazovat Zergy v terranském sektoru, kdekoliv na ně narazí, a ten pak ve své misi selhal, jak bylo vidno při invazi Zergů na Aiur. Jejich prvním úkolem tedy byla obnova pevnosti Antioch, kde uvízl Fénix, a vyhnání Zergů z tamního regionu. Po tomto vítězství se se Zeratulovou pomocí dokázal Tassadar spojit s Aldarisem a svým nástupcem Artanisem. Informoval je, jakým způsobem Zergové mezi sebou komunikují a koordinují své útoky. Musejí zabít ceretrata, pak bude Zergy jednoduché porazit.
Aldaris byl vůči tomu skeptický, protože Tassadarovi neodpustil nesplnění rozkazů. Ovšem Fénix i exekutor Artanis naslouchali a provedli útok na nejbližšího cerebrata, v němž Fénix velel jednotkám robotických housenek (reaverů), s nimiž ho snadno zabili. Útok byl úspěšný, ale za chvíli se začal cerebrat reinkarnovat a jeho Zergové rychle Fénixovu a Artanisovu armádu zahnali z oblasti zpět do Antiochu, kde Fénix řídil jeho obranu před dalším nájezdem Zergů. Artanis zatím velel útoku na zergský úl v oblasti Scion. Sice uspěl, ale brzy uslyšel špatné zprávy, že Antioch padl, stejně jako jeho přítel Fénix.
Aldaris po takovém vývoji důrazně žádal od Tassadara vysvětlení, jak to, že není cerebrat mrtvý, jak sliboval, a jak to, že se Zergové nestali zranitelnými, ba začali být agresivnější než dřív. Tassadar vysvětlil, že cerebrata nelze zabít jen tak, ale je k tomu potřeba síla, jež umí přerušit psionické spojení. A takovou disponují mezi Protossy jedině temní templáři, kteří jednoho cerebrata již odstranili nadobro, proto by měla Konkláve požádat temné templáře o pomoc. Šokovaný Aldaris odmítl a nazval spojenectví s odpadlíky od Khaly kacířstvím. Proto vyslal Artanise na Char zatknout Tassadara, neboť jeho alianci s temnými templáři považoval za mnohem větší hrozbu než Zergy před branami hlavního města Aiuru.
Mezitím Raynor se Zeratulem a Tassadarem vymysleli plán, jak lapit Kerriganovou, o níž věřili, že s ní mělo Nadvědomí větší plány. Připravili na ní past, když Zeratul a jeho temní templáři zabili cerebrata, jenž na ni dohlížel (hráče ze zergské kampaně), aby nadále nemohla ovládat Zergy (ačkoliv několik jedinců poblíž jí přesto poslouchalo). Pak na ni trojice zaútočila, ale Kerriganová po omráčení Raynora zmizela, stejně jako Zeratul, když na bojiště na plošině nad povrchem Charu dorazily z Aiuru posily. Ovšem tyto posily pod vedením Artanise ve skutečnosti přišly zatknout Tassadara, k jeho nepříjemnému překvapení. Artanise však přesvědčil, že je taková mise nesmysl. Měl by bránit Aiur a ne poslouchat Konkláve, která nechce vnímat realitu a raději si vyřizuje staré účty. Artanis se přidal k Tassadarovi a s Raynorem vysvobodili na povrchu Charu temné templáře, které nestihla Kerriganová zabít, a které v opuštěné terranské instalaci našel Zeratul. Mezitím Tassadar ještě jednou vysvětlil, jak moc jsou ve válce se Zergy temní templáři důležití, že jedině s jejich pomocí lze Zergy skutečně porazit.
Spolu s nimi se vydali Artanis, Zeratul, Tassadar a Raynor na Aiur, kde je však nečekalo vřelé přivítání. Konkláve navzdory invazi Zergů fanaticky odmítla jakékoliv jednání o spojenectví a nařídila stáhnout své síly od Zergů, aby naplno udeřily na kacíře a zatkly Tassadara i Artanise. Vypukla bitva, při níž pomohl Tassadarovi a jeho armádě i Fénix, který u Antiochu přežil vlastní smrt, ale ztratil víru v moudrost Konkláve. Při bitvě u sídla Konkláve zemřelo nejen velké množství Protossů na obou stranách, ale také většina členů Konkláve. Tassadar však po prolomení obrany Khalajců nařídil zastavit útok, neboť se již nadále nedokázal dívat na to, jak Protoss vraždí Protossa, a sám se vydal zbylým členům Konkláve.
Tassadara uvěznili do kryogenní stáze, kde měl čekat na rozsudek, zatímco Zeratul a temní templáři zmizeli, což dle Fénixe znamenalo, že jim Tassadar raději neměl věřit. Bylo nutné něco udělat, než Tassadara popraví. S Jimem Raynorem a jeho jezdci se ho povedlo vysvobodit. Vzápětí však všechny přišel zatknout Aldaris a jeho letka, ale ta byla v ten moment přepadena ze stínů Zeratulem a temnými templáři. Krátký boj naštěstí skončil jen u několika nadávek ze strany Khalajců.
Každopádně Zeratul vysvětlil ostatním, co se viděl, když zabil cerebrata Zasze. Zjistil, že Zergové komunikují také na psionickém principu a jsou rovněž stvořeni Xel'nagy s tím, že Nadvědomí má za úkol zřejmě vyvinout evolucí a absorpcí protossů dokonalou a nesmrtelnou životní formu. Zničení Nadvědomí je proto otázkou nejen pro přežití Protossů jako takových, ale také snad všech živých forem ve vesmíru. Fénix se Zeratulem vymysleli plán, jak oslabit roje hlídající Nadvědomí, tedy zabitím dvou cerebratů v jeho blízkosti. Po jejich odpravení si Tassadar sezval všechny na poradu před závěrečnou bitvou, které se účastnili i Raynorovi jezdci. Aldaris se jménem zbytku Konkláve omluvil za vlastní chyby a popřál hodně štěstí.
Ačkoliv Zergové bránili Nadvědomí zuřivě, nedokázali zabránit průniku Tassadarovy vlajkové lodě Gantrithor až nad hlavní cíl. Zatímco Protossové i Terrani utrpěli značné ztráty, když se Zergové stále zuřivěji bránili, Nadvědomí, které v bitvě přišlo díky temným templářům o svrchní štíty, se chystalo z Aiuru odejít na jiný svět. Toho si byl Tassadar vědom, takže na palubě lodi spojil svou moc Khaly s mocí temné energie (prázdnoty) a použil stěny Gantrithoru jako usměrňovač takto získané modré energie přímo do Nadvědomí, které bylo po zásahu okamžitě mrtvé. Tassadar při tomto závěrečném útoku zemřel stejným způsobem jako Adun před tisíci lety, a dodal válkou se Zergy a krátkou občanskou válkou zdecimovaným Protossům naději.

## Romány a elektronické knihy
StarCraft se stal inspirací pro vytvoření oficiálních románů a elektronických knih. Čtyři romány byly oficiálně vydány společností Blizzard a dva byly vydány samostatně:
- StarCraft: Vzpoura (2000) ISBN B00005AS12 (pouze eBook)
- StarCraft: Křížová cesta (2001) ISBN 0-671-04148-7
- StarCraft: Stín Xel'Nagů (2001) ISBN 0-671-04149-5
- StarCraft: Rychlost Temnoty (2002) ISBN 0-671-04150-9
- StarCraft: Královna čepelí ISBN 0-7434-7133-4
- StarCraft Ghost: Nova (prosinec 2006) ISBN 0-7434-7134-2